# Stéphane Blet
Stéphane Blet, né le 9 mars 1969 à Paris et mort le 7 janvier 2022 à Genève (Suisse), est un pianiste, compositeur et polémiste français.
Ancien franc-maçon, il est également connu pour ses positions antimaçonniques et antisémites. Il est notamment l'auteur de plusieurs essais sur le sujet de la franc-maçonnerie. À partir des années 2010, il est par ailleurs un proche du mouvement Égalité et Réconciliation d'Alain Soral.

## Biographie

### Carrière
Disciple du pianiste américain Byron Janis qui l'invite à New York dans les années 1980, il est également le jeune assistant de Vladimir Horowitz. Il entame une carrière de concertiste à partir de 1986.
Ses récitals à la salle Gaveau ou au théâtre des Champs-Élysées lui valent le succès du public, comme lors de son « marathon Franz Liszt » en février 1987 où il est bissé plus de trente minutes, ce qui fait dire au critique musical Pierre Petit : « Stéphane Blet, c'est plus que du simple piano, c'est la musique elle-même »[réf. nécessaire].
À l'âge de dix-neuf ans, il enregistre son premier disque, consacré à Franz Liszt.
Il signe un an plus tard avec Philips Classics, pour qui il enregistre deux nouveaux disques, toujours consacrés au compositeur hongrois, avec entre autres la sonate pour piano en si mineur, sélection des « meilleurs CD Diapason 1989 », qui fait écrire à André Boucourechliev : « De son corps à corps avec l'œuvre naît une superbe architecture, scandée tour à tour par la majesté et le lyrisme le plus intense. Et quelle sonorité ! […] On apprécie le véritable musicien et sa merveilleuse compréhension de l'œuvre […] on oublie tout pour s'adonner à l'émotion… c'est l'état de grâce ! ». Quant à Carlo Maria Giulini, il soulignera « une technique stupéfiante et le plus beau son de piano ».
Parallèlement, Stéphane Blet a composé plus de 300 œuvres, essentiellement pour piano, mais aussi pour violon, orchestre ou encore voix, interprétées et enregistrées par des pianistes tels Cyprien Katsaris, Alexandre Paley, İdil Biret, Evelina Borbei, Natalia Sitolenko et Jean Muller (en).
En 1994, il transcrit intégralement pour piano seul la monumentale Faust-Symphonie de Liszt, ce qui lui vaut plusieurs prix dont celui de l'Association Franz Liszt. Il compose également un grand cycle de rhapsodies turques et ottomanes et se voit décoré en 1996 par le gouvernement turc pour ce travail.
Il participe au jury de l'École normale de musique de Paris, avant d'y être nommé professeur, en 2001. Il a également présidé plusieurs concours internationaux, dont le Concours International de Piano d'Istanbul Orchestra Sion en 2013.
Il est aussi l'auteur de quelques ouvrages au sujet des œuvres de Frédéric Chopin, Erik Satie, Franz Liszt et Robert Schumann, ainsi que la traduction d'une méthode de piano américaine, Le Voyage Magique, parue aux éditions Leduc.
Stéphane Blet est durant vingt-cinq ans vice-président de l'Académie du disque lyrique. En 2010, il crée le « Grand Orphée d'Or Leyla Gencer » en hommage à la grande cantatrice turque.

### Militantisme antimaçonnique et antisémite
Gaël Brustier révèle en 2017 qu'il est proche d'Alain Soral et « l’un des conférenciers engagés dans la dénonciation de l’influence maçonnique. Il se livre à un exercice assez commun depuis deux siècles d'antimaçonnisme : le témoignage d’un ex-initié. En un mois, sa conférence a été visionnée 77 000 fois sur YouTube au cours du seul mois d’août. Stéphane Blet a réalisé un autre entretien de « repenti » visionné plus de 260 000 fois ». Son antimaçonnisme comporte également une dimension antisémite, Blet déclarant que « la franc-maçonnerie est une institution juive ». Il considère que la franc-maçonnerie aurait été progressivement infiltrée par les juifs, qui l'auraient ainsi détournée de son but initial afin de la transformer en une organisation nuisible aux nations et aux peuples et bénéficiant à Israël ainsi qu'au « mondialisme sioniste ». Il apparaît dans La France maçonnique, film réalisé par Paul-Éric Blanrue et Julien Teil, en compagnie de Dieudonné, de Jean-Yves Le Gallou, d'Emmanuel Ratier et de Pierre Hillard. En septembre 2020, Stéphane Blet affirme son soutien au militant antisémite Hervé Ryssen, alors incarcéré. En 2021, il écrit la préface du livre de Dieudonné, Réponse à Éric Zemmour.
Stéphane Blet est condamné en 2017, à 5 000 € d'amende, pour provocation à la haine et injure raciale. Il est à nouveau condamné en 2020 à six mois de prison.

### Distinctions
Il reçoit en France la médaille d'or de la Société d'encouragement au progrès remise au Sénat, et est admis au grade de chevalier dans l'ordre des Arts et des Lettres par le gouvernement français en juillet 2005, dont il est exclu par arrêté du 13 juin 2019. La Société des auteurs, compositeurs et éditeurs de musique (SACEM) lui décerne le prix de « Pianiste de l'année » en 2007. Le magazine Marianne le qualifie de « roi du clavier ».

### Mort
Il meurt le 7 janvier 2022 à Genève, en tombant du balcon de l'appartement de ses amis, situé au sixième étage,. Les enquêteurs privilégient la thèse du suicide. 

## Discographie

### En tant que pianiste
- Franz Liszt : Sonate en si mineur, Méphisto Valse no 1, Vallée d'Obermann, Philips Classics, 1989[21].
- Favorite Encores, Forlane, 1996.
- Liszt : de Faust à Mephisto, Polygram, 2002.
- L'Art de Stéphane Blet, Marcal, 2005.
- Erik Satie : Du Chat noir à la Rose + Croix , Saphir Productions, 2006[22].
- Hommage à Horowitz, Marcal Classics, 2008.
- Frédéric Chopin : Intégrale des 19 Nocturnes, Saphir Productions, 2008.
- Mussorgsky, Schumann : Tableaux d'une exposition/ Kreisleriana, Marcal Classics, 2009.
- Schubert, Brahms… : piano 4 mains (avec Etsuko Hirose), Axes Recordings, 2012.
- Erik Satie, Les mémoires d'un amnésique. Gymnopédies, Gnossiennes, Valses, avec Daniel Prévost, Calliope, CAL 1631, 2016.
- Trésors du piano russe (Rachmaninov, Moussorgsky, Scriabine...), Calliope, CAL 1636, 2016.
- Mozart & Beethoven (Sonates et Fantaisie), Calliope, CAL 1635, 2017.
- Karnaval. Stéphane Blet joue Schumann. Calliope, CAL 1744, 2021.
- Figure libre, Éditions Kontre Kulture, uniquement en format digital (contient deux de ses compositions interprétées par Evelina Borbei).

### En tant que compositeur
- Docteur Faust : Œuvres pour piano de Stéphane Blet vol. 1, par Evelina Borbei, Maguelone, 2002[23].
- Insomnies, par Natalia Sitolenko, Marcal Classics, 2004.
- Fantaisie ottomane et œuvres pour piano seul, par Isabelle Oehmichen et le Weiner Chamber Orchestra dirigé par Richard Weninger, Marcal Classics, 2005[24].
- Jean Muller (en) joue Stéphane Blet, Polymnie, 2007[25].
- Hommage à Stéphane Blet, dix-sept pièces de musique de chambre par huit interprètes, par Morgane Dupuy (violon), Ekaterina Godovanedes (mezzo-soprano), Alexandre Paley, Evelina Borbei, Jean Muller, Natalia Sitolenko, Stéphane Blet et Antoine Terny (piano), Marcal Classics 070202, 2008[26].

## Publications

### Compositions
Les partitions de Stéphane Blet sont publiées notamment par les éditions Alphonse Leduc et Combre.

### Essais sur la musique
- La Faust Symphonie de Franz Liszt, histoire d'un chef-d'œuvre négligé, Paris, éditions Combre, 2005.
- Introduction à l'art pianistique, suivi de Schumann ou les déchirements de la double personnalité, éditions Zurfluh, 2006[27].
- L'Art d'interpréter les mazurkas de Chopin, éditions Jonaphil.
- L'Énigme Satie, éditions Combre, 2006.

### Essais sur l'occultisme
- Sous le voile de l'occultisme, éd. Amalthée, Nantes, 2006
- Traité herméneutique : Trésors occultes de la Franc-Maçonnerie, Cap Béar Éditions, 2010
- Franc-maçonnerie - L'effroyable vérité, éditions Kontre Kulture, 2017[28].